# Morrison Remick Waite
Morrison Remick Waite (ur. 29 listopada 1816, zm. 23 marca 1888) – prawnik amerykański. W latach 1874–1888 z nominacji prezydenta Ulyssesa Granta pełnił funkcję prezesa Sądu Najwyższego Stanów Zjednoczonych.